# Дарвин, Юрий Иванович
Юрий Иванович Дарвин (17 мая 1946, Баку, Азербайджанская ССР, СССР) — советский футболист, вратарь. Мастер спорта СССР (1972).

## Карьера
Воспитанник клуба «Спартак» из города Баку, за юношескую команду которого играл. В 1967 году был приглашён в недавно созданную команду мастеров «Текстильщик» (Мингечаур). В 1968 году перешёл в клуб «Полад» (Сумгаит), выступавший во 2-й группе класса «А». Во время сезона 1970 года перешёл в команду «Дружба» (Майкоп).
В московский «Спартак» перешёл в 1972 году. Первый матч за основной состав провёл 4 марта. Первый сезон в «Спартаке» оказался для Дарвина самым удачным. Проведя за основной состав 23 матча (пропущен 21 мяч) в чемпионате, 6 игр (-3 мяча) в Кубке СССР и 4 матча (-5 голов) в Кубке кубков, Дарвин стал основным вратарём команды. В следующем году Юрий был вытеснен из основы А. В. Прохоровым и в 1974 году перешёл в клуб «Торпедо» (Луцк). В 1975 году Дарвин вернулся в «Спартак», но, не сумев закрепиться в основе, покинул команду после весеннего чемпионата 1976 года. Всего за московский «Спартак» Дарвин сыграл 41 официальный  матч (из них 38 в стартовом составе, трижды выходил на замену), в которых пропустил 37 мячей, в том числе 28 игр в чемпионате (-24 мяча), 8 игр (-7 мячей) в розыгрыше Кубка СССР и 5 игр (-6 мячей) в розыгрыше Кубка кубков.
Найти новый клуб Дарвин сумел в 1977 году, став игроком грозненского «Терека». Карьеру футболиста завершил в 1979 году, являясь вратарём клубной команды московского «Спартака», игравшей в чемпионате Москвы.
С июля по декабрь 1976 года был тренером по работе с вратарями в СДЮШОР московского «Спартака». Покинув на время спартаковскую школу, вновь вернулся в неё в 1979 году и 17 лет, до 1996, тренировал вратарей. С 1997 по август 2001 года работал тренером вратарей клуба «Спартак» (Москва). В 2002—2004 годах тренировал вратарей команды «Сатурн» (Раменское). В 2005 году вернулся в московский «Спартак» на должность тренера по работе с вратарями. Работает тренером вратарей 15—18 лет в Академии «Спартак» имени Ф. Черенкова. Играет за команду ветеранов московского «Спартака».

## Статистика выступлений
Данные по матчам и забитым мячам в турнире дублёров чемпионатов неполные. Из-за этого рядом с цифрой стоит знак ↑.
| Клуб                      | Сезон        | Лига | Лига | Кубок | Кубок | Еврокубки | Еврокубки | Другие | Другие | Итого | Итого |
| Клуб                      | Сезон        | Игры | Голы | Игры  | Голы  | Игры      | Голы      | Игры   | Голы   | Игры  | Голы  |
| ------------------------- | ------------ | ---- | ---- | ----- | ----- | --------- | --------- | ------ | ------ | ----- | ----- |
| «Текстильщик» (Мингечаур) | 1967         | 0    | 0    | 0     | 0     | 0         | 0         | 0      | 0      | 0     | 0     |
| «Текстильщик» (Мингечаур) | Итого        | 54   | 1    | 1     | 0     | 0         | 0         | 63↑    | 0      | 118   | 3     |
| «Полад» (Сумгаит)         | 1968         | 28   | -29  | 0     | 0     | 0         | 0         | 0      | 0      | 28    | -29   |
| «Полад» (Сумгаит)         | 1969         | 22   | -21  | 0     | 0     | 0         | 0         | 0      | 0      | 22    | -21   |
| «Полад» (Сумгаит)         | 1970         | 8    | -6   | 1     | -1    | 0         | 0         | 0      | 0      | 9     | -7    |
| «Полад» (Сумгаит)         | Итого        | 58   | -56  | 1     | -1    | 0         | 0         | 0      | 0      | 59    | -57   |
| «Дружба» (Майкоп)         | 1970         | 23   | ?    | 0     | 0     | 0         | 0         | 0      | 0      | 23    | ?     |
| «Дружба» (Майкоп)         | 1971         | ?    | ?    | 0     | 0     | 0         | 0         | 0      | 0      | ?     | ?     |
| «Дружба» (Майкоп)         | Итого        | 32   | 2    | 4     | 0     | 0         | 0         | 0      | 0      | 36    | 2     |
| «Спартак» (Москва)        | 1972         | 23   | -21  | 6     | -3    | 4         | -5        | 0      | 0      | 33    | -29   |
| «Спартак» (Москва)        | 1973         | 3    | -3   | 1     | 0     | 1         | -1        | 0      | 0      | 5     | -4    |
| «Спартак» (Москва)        | Итого        | 23   | 0    | 3     | 0     | 2         | 0         | 3      | 0      | 31    | 0     |
| «Торпедо» (Луцк)          | 1974         | ?    | ?    | 0     | 0     | 0         | 0         | 0      | 0      | ?     | ?     |
| «Торпедо» (Луцк)          | Итого        | 4    | 0    | 6     | 1     | 0         | 0         | 0      | 0      | 10    | 1     |
| «Спартак» (Москва)        | 1975         | 2    | 0    | 0     | 0     | 0         | 0         | 0      | 0      | 2     | 0     |
| «Спартак» (Москва)        | 1976 (весна) | 0    | 0    | 1     | -4    | 0         | 0         | 0      | 0      | 1     | -4    |
| «Спартак» (Москва)        | Итого        | 2    | 0    | 1     | -4    | 0         | 0         | 0      | 0      | 3     | -4    |
| «Терек» (Грозный)         | 1977         | 20   | -20  | 2     | -4    | 0         | 0         | 0      | 0      | 22    | -24   |
| «Терек» (Грозный)         | 1978         | 14   | -17  | 4     | -4    | 0         | 0         | 0      | 0      | 18    | -21   |
| «Терек» (Грозный)         | Итого        | 34   | -37  | 5     | -8    | 0         | 0         | 0      | 0      | 39    | -45   |

1. ↑  Количество игр и голов за клуб в различных лигах чемпионата СССР
2. ↑  Количество игр и голов за клуб в розыгрыше Кубка СССР
3. ↑  Количество игр и голов за клуб в розыгрыше Кубка кубков.

## Достижения
- 1972 — Мастер спорта СССР